# 민도로줄무늬얼굴과일박쥐
민도로줄무늬얼굴과일박쥐(Styloctenium mindorensis)는 큰박쥐과에 속하는 박쥐의 일종이다. 필리핀에서 발견되는 대형 과일 박쥐로 민도로섬의 토착종이다. 국제종탐사연구소(International Institute for Species Exploration)가 2008년 선정한 톱10 종 중에서 6위를 기록했다.